# چیپ زاین
چیپ زاین (انگلیسی: Chip Zien؛ زادهٔ ۲۰ مارس ۱۹۴۷) بازیگر اهل ایالات متحده آمریکا است. وی از سال ۱۹۷۳ میلادی تاکنون مشغول فعالیت بوده‌است.
از فیلم‌ها یا سریال‌های تلویزیونی که وی در آن نقش داشته‌است، می‌توان به همسر خوب، حکم، خانم پارکر و محفل شرور، نظم و قانون، محاصره، هاوارد اردکه، امید رایان، چشمان مار، قاضی ایمی، سی‌اس‌آی، بتی بی‌ریخته، موتسارت در جنگل، خانه پوشالی، آن شب و رز اشاره کرد.